# Данги, Ченнинг
Ченнинг Данги (англ. Channing Dungey) — американский телевизионный продюсер, президент American Broadcasting Company с февраля 2016 года. Данги вошла в историю, став первой темнокожей женщиной-президентом основной телевизионной сети, а также первым афроамериканцем во главе ABC. Данги заняла пост президента 17 февраля 2016 года, сменяя Пола Ли.
Данги присоединилась к ABC Studios в 2004 году и работала начальником отдела по разработке драм. В её резюме такие успешные проекты как «Скандал», «Мыслить как преступник», «Как избежать наказания за убийство», «Армейские жёны» и «Однажды в сказке». Она также стояла у истоков производства «Анатомия страсти» в 2004 году, после чего она заручилась поддержкой Шонды Раймс. Перед ABC Studios Данги работала в 20th Century Fox и Warner Bros..
Данги родилась и выросла в Сакраменто, штат Калифорния. Её младшая сестра — Меррин Данги, актриса. Данги замужем и имеет дочь.